# Ахмед ибн Али
Ахмед ибн Али, Кутб эд-Даул Абу Наср Ахмед бин Тоган хан Али ибн Муса (гг. рожд. и смерти неизв.) — правитель государства Караханидов (998—1017/18). Потомок Сатук Богра-хана (Сатук Богра-хан — Муса — Али — Ахмед). В политической борьбе за власть победил младший брат Ахмеда ибн Али Наср Элик-хан. После его смерти (1012/13) Ахмед ибн Али сосредоточил власть в своих руках. Занял Мавараннахр. Столицей государства стал Баласагун, город на берегу реки Шу. После смерти Ахмеда ибн Али престол занял его брат Мансур ибн Али, известный как Мухаммад Арслан. В окрестностях Ташкента, Исфиджаба (Сайрам) найдены монеты с выгравированным именем Ахмеда ибн Али, датированные до 1012/13 годом и более поздней датировкой — в районах Мавараннахра и Ферганы.